# Kaempferia purpurea
Kaempferia purpurea är en enhjärtbladig växtart som beskrevs av J.König. Kaempferia purpurea ingår i släktet Kaempferia och familjen Zingiberaceae. Inga underarter finns listade i Catalogue of Life.